# سيلينات البوتاسيوم

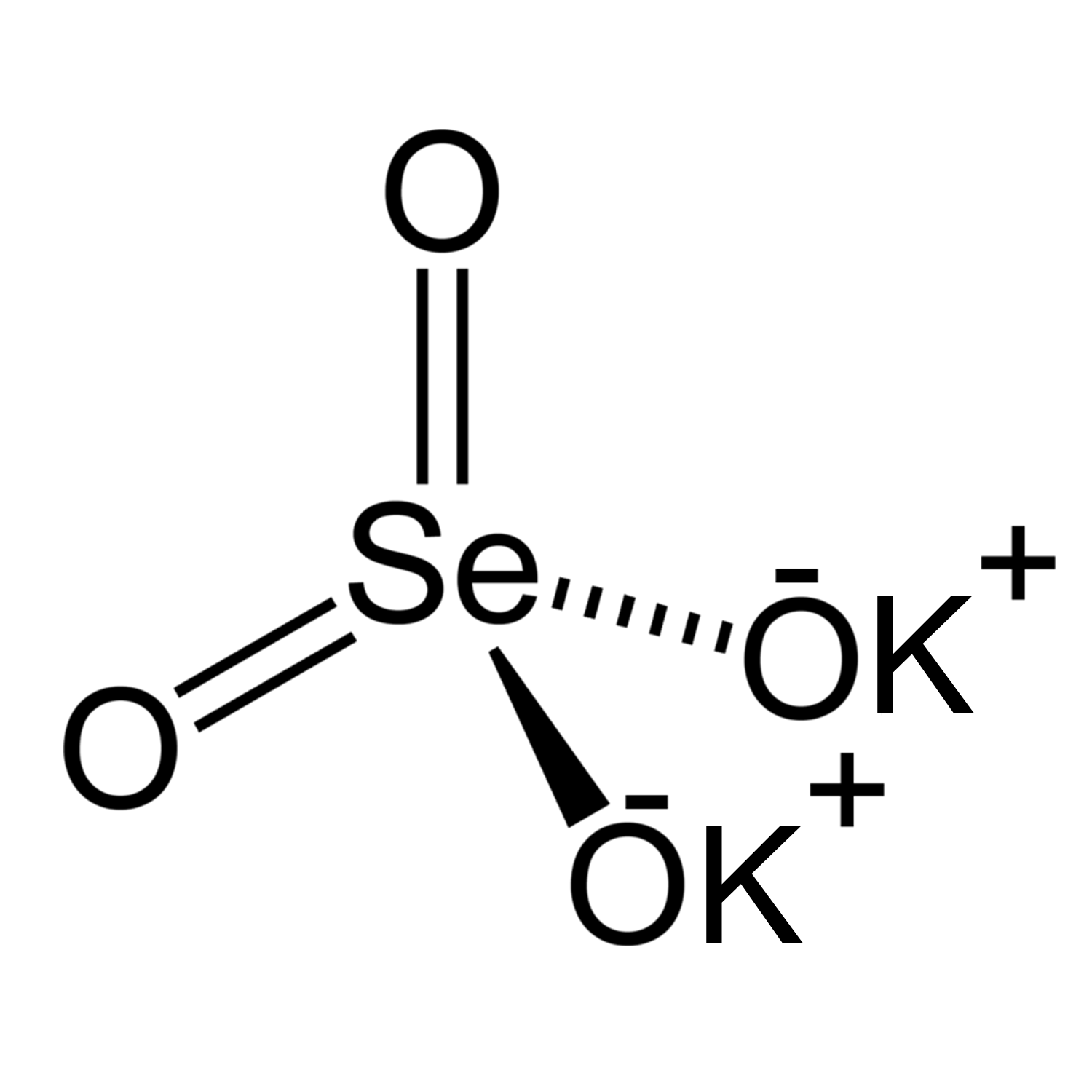
صورة للمركب

سيلينات البوتاسيوم هو مركب كيميائي صيغته K2SeO4؛ ويوجد على شكل صلب بلوري أبيض إلى عديم اللون.

## التحضير
يحضر المركب من تفاعل ثنائي أكسيد السيلينيوم مع هيدروكسيد البوتاسيوم، ليستحصل أولاً على سيلينيت البوتاسيوم؛ ثم بالتفاعل اللاحق مع البروم:
{\displaystyle \mathrm {SeO_{2}+2\ KOH\longrightarrow K_{2}SeO_{3}+H_{2}O} }
{\displaystyle \mathrm {K_{2}SeO_{3}+Br_{2}+2\ KOH\longrightarrow K_{2}SeO_{4}+2\ KBr+H_{2}O} }

## الخواص
يوجد المركب في الشروط القياسية على شكل بلورات صلبة بيضاء إلى عديمة اللون، وهي قابلة للانحلال في الماء.

## الاستخدامات
يستخدم سيلينات البوتاسيوم من أجل تحضير مركبات السيلينيوم الأخرى، مثل ثلاثي أكسيد السيلينيوم.